# Абдуллаоглу, Ровшан
Ровшан Абдуллаоглу (полное имя: Ровшан Абдулла оглы Абдуллаев; азерб. Rövşən Abdulla oğlu Abdullayev; род. 28 сентября 1978, Баку) — азербайджанский писатель, философ-востоковед, публицист, психолог, теолог.

## Биография
Ровшан Абдуллаев родился 28 сентября 1978 года в городе Баку.
Отец – Абдулла Абдуллаев, работник правоохранительной системы, имеет звание майора. Занимает должность главного юриста.  В 1990-х годах принимал участие в Первой карабахской войне.
В 1995 году, окончив 116-ю среднюю школу, поступил в Азербайджанский государственный экономический университет.
После университета прошёл военную службу в Пограничных войсках Азербайджана, где по окончании ему было вручено благодарственное письмо от командующего военной части.
Продолжил обучение на арабском и персидском языках в области теологии, схоластики, арабской литературы, восточной и западной философии, в течение более 8 лет в различных университетах.
В 2012 году освоил специальность «психолог-консультант по методу гештальт-терапии» на факультете «Психологическая консультация» Московского института позитивных технологий и консалтинга.
В октябре 2024 года стал почётным автором 10-й Бакинской международной книжной выставки.

## Творчество
Начал писать в студенческие годы. Первая книга Абдуллаоглу посвящена теории и философии спорта. 
В своих первых статьях затрагивал влияние социальных факторов на психологическое развитие подростков и теорию эволюции.
В 2010 году в свет выходит первая книга Абдуллаоглу, «Завесы Света и Тьмы». В 2011 году Ровшан принялся за перевод книг Ибн Сины «Аль-ишарат ва аль-танбихат» («Указания и наставления») и Мухаммеда Хусейна Табатабаи «Человек», которые были недоступны на азербайджанском языке. Перевод снабжал своими комментариями.
В своих произведениях автор затрагивает темы, охватывающие психологию, философию, мотивацию, ирфан, жизненную философию, эпистемологию, онтологию и вопросы теологии.
Первый психологический роман Абдуллаоглу «В этом городе никого нет», стал самой продаваемой книгой за 2016 — 2018 годы. Тираж второго романа «Человек, лежащий на рельсах» был распродан за две недели. 
В 2018 году психологические романы были переведены на английский язык и выставлены на продажу на Амазон.
Следующее произведение Абдуллаоглу, психологический детектив «Абаддон», вышло в 2018 году. Весь тираж был распродан в день начала продаж.
В марте 2019 года вышла в свет первая книга из серии «Бог – Миф или Истина» под названием «Оковы», в которой Абдуллаоглу размышляет о причинах существования атеизма.
По состоянию на 2019 год вышло 25 книг Ровшана Абдуллаоглу, большинство из которых стали бестселлерами, и были переведены на английский, русский и турецкий языки.
Помимо творчества, Ровшан Абдуллаоглу регулярно выступает в телевизионных передачах, даёт онлайн-уроки по философии, и пишет статьи, которые публикуются на различных новостных интернет-порталах.
В целях расширения своей творческой деятельности, непосредственного знакомства с историческими местами, достопримечательностями и культурами разных народов Ровшан Абдуллаоглу посетил города Европы и Скандинавии. 
Познакомился с общинами стран Африки, наблюдал за обычаями и обрядами первобытных племён, посетил национальные парки и заповедники этого региона.

## Произведения
1. «Особенности»[6]
2. «Первая книга»[7]
3. «Человек до земной жизни» (перевод и разъяснение трактата Аллама Табатабаи «Человек»)[8]
4. «Человек после земной жизни» (перевод и разъяснение трактата Аллама Табатабаи «Человек»)[9]
5. «Человек после загробной жизни» (перевод и разъяснение трактата Аллама Табатабаи «Человек»)[10]
6. «Начало мудрости»[11]
7. «Он»[12][13]
8. «Познание»[14]
9. «Созерцание» (перевод и разъяснение книги Ибн Сины «Указания и наставления»)[15]
10. «Степень ирфана арифов» (перевод и разъяснение книги Ибн Сины «Указания и наставления»)[16]
11. «Испытание и терпение»[17]
12. «Сожгите пройденные мосты»[18]
13. «Каждый человек – правитель»[19]
14. «Жизнь продолжается, несмотря ни на что»[20][21]
15. «Протест»[22][23]
16. «Страх»[24][25]
17. «Очищение души с научной точки зрения»[26]
18. «Праведное послание»
19. «Подпись жизни»[27]
20. «Правление мертвецов»[28]
21. «Как потратить время»[29]
22. «В этом городе никого нет»[30]
23. «Человек, лежащий на рельсах»[31][32]
24. «Абаддон»[33]
25. Оковы»[34]